# 塞爾維亞社會主義共和國
塞爾維亞社會主義共和國（羅馬化：Socijalistička Republika Srbija）是南斯拉夫社会主义联邦共和国的一個加盟共和國。1945年4月9日，塞尔维亚联邦州成立；1946年2月19日，更名为塞尔维亚人民共和国；1963年4月，又更名为塞尔维亚社会主义共和国。1990年9月28日，更名为塞尔维亚共和国。